# Mikołaj Stawiski
Mikołaj Stawiski herbu Korczak – chorąży przemyski w 1704 roku, chorąży latyczowski w latach 1682-1703, stolnik sanocki w latach 1656-1679, podczaszy sanocki w 1652 roku.
Poseł ziemi przemyskiej na sejm 1693 roku.